# Ataenius erratus
Ataenius erratus  (лат.) — вид жуков-навозников рода Ataenius из подсемейства Aphodiinae. Неарктика.

## Описание
Длина тела 4,4-5,9 мм, блестящие, чёрные или коричневые. Активен с июня по ноябрь.